# ヘルマン・ガンズヴィント
ヘルマン・ガンズヴィント（Hermann Ganswindt, 1856年6月12日 - 1934年10月25日）は、ドイツの宇宙工学者である。

## 経歴
現在ではポーランド領である東プロシアのVoigtshofで生まれ、小学校はSeeburgで中学校はRosseとLyckに通った。彼の家族は法律家で彼が目指した発明家としては成功しなかった。1881年にまだ法学生だった当時、惑星間の宇宙船の概念を考案したが1890年まで公表しなかった。ガンズヴィントは運動の第3法則に基づく鋼製の反応容器内の火薬の反動を動力とする宇宙船の建造を提案した。火薬の燃焼による反動で推進するもので、彼は宇宙船の回転による遠心力による人工重力も考案した。
1891年に彼はドイツの軍需省に提案したが彼は専門家ではないとして却下された。彼は近代的な宇宙船で使用される多くの理論を認識していたものの、彼の概念は理解するには先進過ぎて受け入れられなかった。彼のロケット動力の有人宇宙船は革命的ではあったものの、提案された推進装置は乗客を負傷させる可能性があり、設計の段階から先には進まなかった。
1901年6月に彼は現在のヘリコプターに相当する動力で回転する回転翼を装備した航空機に2名を乗せて15秒間の浮上を実演した。彼は同様に彗星のような天体の近傍を通過する事によってエネルギーを節約する宇宙飛行や四次元の概念を提案した。
彼の業績は1920年代にドイツのロケットの開発者達によって再設計されるまで忘れ去られた。
第一次世界大戦後は財産を失い、1934年10月25日にベルリンで死去した。月面のクレーターGanswindtに彼の名が記される。